# Adolf Braeckeveldt
Adolf Braeckeveldt (Sint-Denijs-Westrem, Gant, 6 d'octubre de 1912 - Lovendegem, 4 d'agost de 1985) va ser un ciclista belga que fou professional entre 1935 i 1944. La seva millor temporada com a professional fou el 1937, quan guanyà la Volta a Bèlgica, la Fletxa Valona i una etapa del Tour de França.

## Palmarès
- 1935
  - 1r a Charleroi
  - 1r del GP del Nord de Flandes
  - 1r a Kruishoutem
- 1936
  - 1r a la Lieja-Courcelles
  - 1r al Gran Premi de Valònia
  - Vencedor d'una etapa de la Volta a Bèlgica
- 1937
  - 1r de la Fletxa Valona
  - 1r de la Volta a Bèlgica i vencedor d'una etapa
  - Vencedor d'una etapa del Tour de França
  - 1r de les Tres Viles Germanes
- 1938
  - 1r a la Lieja-Courcelles
  - 1r al Gran Premi de Valònia
  - 1r del GP del Nord de Flandes
  - 1r a Aalst
  - Vencedor d'una etapa de la Volta a Luxemburg
- 1939
  - 1r a la Lieja-Courcelles
  - 1r de la París-Limoges
  - 1r al Gran Premi de Valònia
  - 1r a Zwijndrecht
- 1944
  - 1r a Sint-Eloois-Winkel

### Resultats al Tour de França
- 1937. 23è de la classificació general i vencedor d'una etapa